# 미국 독립선언의 불만 사항

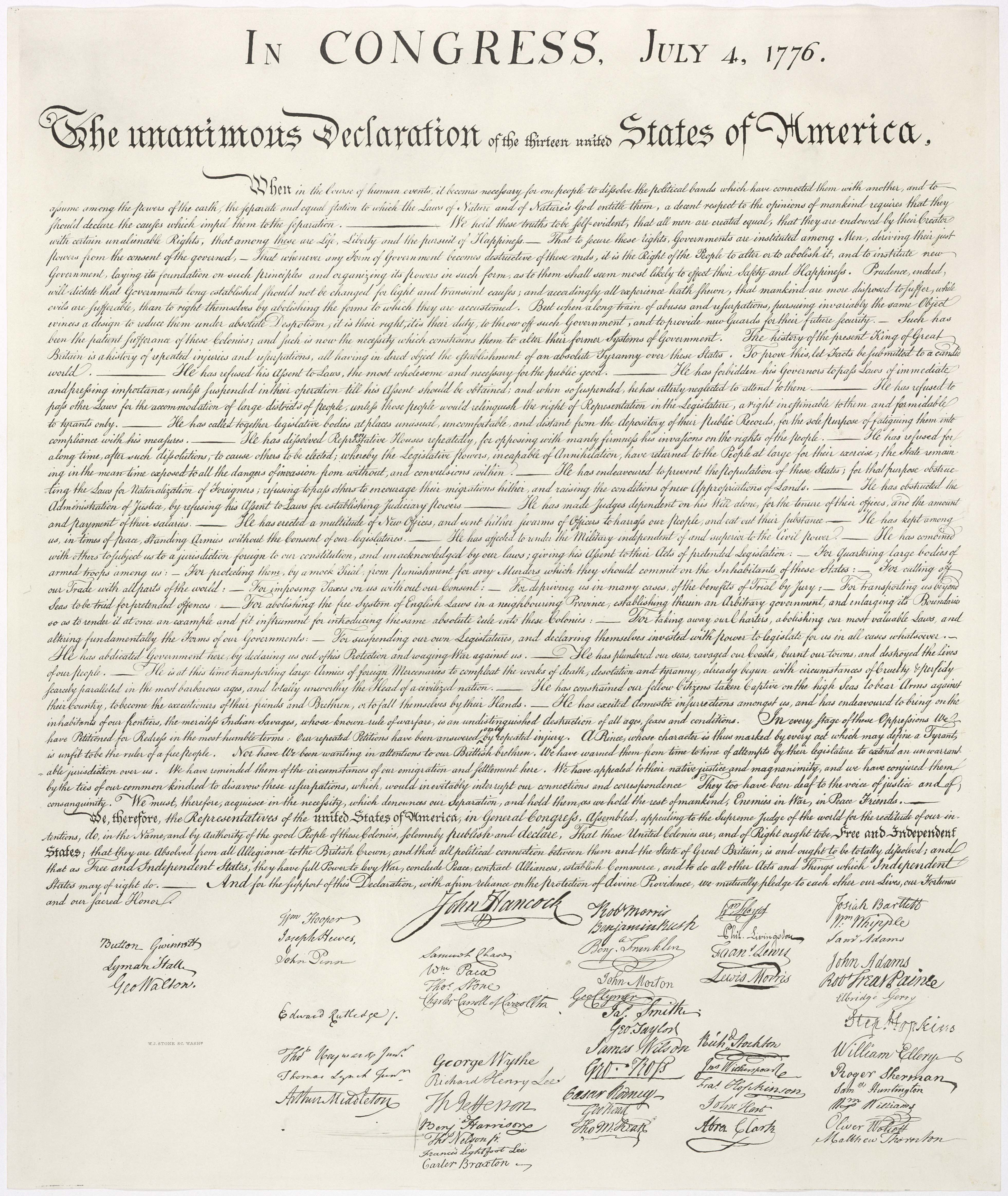
미국 독립선언 (1776년)

27개 불만 사항은 미국 독립선언의 한 부분이다. 제2차 대륙회의의 5인 위원회는 북아메리카 식민지에 대한 조지 3세의 행동과 결정에 대한 불만 사항을 나열한 문서를 초안했다. 제2차 대륙회의는 1776년 7월 4일 독립선언 채택 및 발표에 만장일치로 투표했다.
역사학자들은 존 로크의 저작과 불만 사항의 맥락 사이의 유사점에 주목했다. 마그나 카르타와 1689년 권리장전과 같은 역사적 선례는 국왕이 백성이 가진 영국인의 권리를 방해해서는 안 된다는 원칙을 확립했다. 미국 식민지의 관점에서 국왕은 공공의 이익에 필요하다고 여겨지는 법률에 반대함으로써 통치 본래의 목적에 반대했다.

## 불만 사항 1
"그는 공공의 이익을 위해 가장 건전하고 필요한 법률에 대한 승인을 거부했다."
"He has refused his Assent to Laws, the most wholesome and necessary for the public good."
"식민지 의회는 때때로 상업 활동, 식민지 통화 발행, 그리고 제국 의회 영국 의회의 대표와 관련된 법률을 제정했지만, 국왕은 이 법률에 대한 승인을 보류했다. 인지세법 파동 이후, 헨리 시모어 콘웨이 장관은 의회가 파괴된 모든 공공 재산에 대한 완전한 보상을 제공한다면 소요를 묵과할 것이라고 미국인들에게 알렸다. 이 요구에 순응하면서 매사추세츠 의회는 소요에 가담한 모든 이들에게 자유로운 사면을 허락하는 것이 '공공의 이익을 위해 건전하고 필요하다'고 명시하고 이에 따라 법률을 통과시켰다. 이는 평화와 선의를 가져왔을 것이지만, 국왕의 승인은 거부되었다."
자율 통치는 미국 건국의 아버지의 우려의 핵심이었고, 조지 3세가 식민지 법안 비준을 거부할 때마다 그 우려는 더욱 증폭되었다.

## 불만 사항 2
"그는 주지사들이 즉각적이고 긴급한 중요성을 가진 법률을, 그의 승인이 얻어질 때까지 그들의 실행을 유예하지 않는 한 통과시키는 것을 금지했고; 그렇게 유예되었을 때는 그 법률들에 전혀 관심을 기울이지 않았다."
"He has forbidden his Governors to pass Laws of immediate and pressing importance unless suspended in their operation till his Assent should be obtained; and when so suspended, he has utterly neglected to attend to them."
이는 식민지에서 국왕이 임명한 주지사들이 식민지 주민들이 공공의 이익에 부합한다고 여긴 법률을 지지하기를 거부했다는 비난이다. 매사추세츠 의회는 1770년에 식민지 정부 관리들에게 세금을 부과하는 법을 통과시켰지만, 국왕은 주지사에게 승인을 보류하라고 명령했다. 이로 인해 국왕은 식민지 헌장을 위반했고 식민지의 미미한 권한을 보여주었다.
"방치"는 존 로크가 해체된 정부의 타당한 이유로 언급한 두 가지 이유 중 하나이다.

## 불만 사항 3
"그는 다수의 주민들을 수용하기 위한 다른 법률들을 거부했다. 오직 그 주민들이 의회에서의 대표권을 포기해야만 그 법률들을 통과시켜 주겠다고 했다. 이 대표권은 그들에게는 헤아릴 수 없이 소중하며, 오직 폭군들에게만 두려운 권리이다."
"He has refused to pass other Laws for the accommodation of large districts of people unless those people would relinquish the right of Representation in the Legislature, a right inestimable to them and formidable to tyrants only."
통치론의 19장에서는 "그러한 한 사람의 개인, 또는 군주가 법률, 즉 입법부가 선언한 사회의 의지 대신에 자신의 자의적인 의지를 세울 때, 입법부는 변경된다"고 언급한다. 로크는 국민의 지식이나 동의 없이 입법부를 변경하는 것을 정부 개혁을 정당화하는 또 다른 상황으로 나열한다.

## 불만 사항 4
"그는 입법 기관들을 특이하고 불편하며 공공 기록 보관소에서 멀리 떨어진 장소에 소집하여, 오직 자신의 정책에 순응하도록 그들을 피곤하게 만들었다."
"He has called together legislative bodies at places unusual, and also uncomfortable, and distant from the depository of their Public Records, for the sole purpose of fatiguing them into compliance with his measures."
1774년 5월 20일, 의회는 매사추세츠 정부법을 통과시켰는데, 이는 1691년 매사추세츠 헌장을 무효화하고 토머스 게이지 주지사가 지역 주 의회를 해산하고 세일럼에서 회의를 강요하도록 허용했다.

## 불만 사항 5
"그는 인민의 권리에 대한 자신의 침해에 대해 굳건한 단호함으로 반대했기 때문에 대표 의원들을 반복적으로 해산했다."
"He has dissolved Representative Houses repeatedly, for opposing with manly firmness his invasions on the rights of the people."
매사추세츠 총회는 1768년에 다른 의회에 회람을 보내 대영 제국이 식민지 주민들의 동의 없이 세금을 부과할 권리가 없다는 원칙을 주장하는 상호 협력을 촉구했다. 국왕은 이에 매사추세츠 의회가 회람에 명시된 결의안을 철회할 것을 요구했고, 거부할 경우 즉시 매사추세츠 의회를 해산하라고 주지사에게 명령했다. 다른 의회들은 정부로부터 매사추세츠를 모방하지 말라는 경고를 받았으며, 국왕은 왕실이 임명한 주지사에게 복종하기를 거부하는 모든 의회를 해산했다. 노스캐롤라이나 총회와 버지니아 주의회는 국왕이 식민지에 세금을 부과하거나 미국인들을 식민지에서 국외로 송환하여 재판을 받게 할 권리를 부인했기 때문에 해산되었다. 여러 의회는 1774년에 모든 식민지 대표자들로 구성된 총회 구성을 논의했으며, 국왕은 그 아이디어를 받아들인 거의 모든 의회를 해산했다. 버지니아 버제스 의원단은 5가지 결의안을 시행했지만, 1765년 5월 31일에 5번째 결의안을 철회하려 했다. 이미 언론에 시행 사실이 보도되었기 때문에 왕실 주지사 프랜시스 포키어는 결의안을 채택했다는 이유로 의원단을 해산했다.

## 불만 사항 6
"그는 그렇게 해산시킨 후 오랫동안 다른 사람들을 선출하도록 명령하기를 거부했다. 그리하여 폐지될 수 없는 입법권은 국민 전체에게 되돌아가 행사되도록 했으며, 그동안 국가는 외부의 침략과 내부의 혼란이라는 모든 위험에 노출된 채 남아 있었다."
"He has refused for a long time, after such Dissolutions, to cause others to be elected; whereby the Legislative Powers, incapable of Annihilation, have returned to the People at large for their exercise; the State remaining, in the meantime, exposed to all the Dangers of Invasion from without, and convulsions within."
1767년 뉴욕 의회의 입법권을 정지시킨 뉴욕 제지법. 존 디킨슨 (1732년)은 펜실베이니아의 어느 농부가 보낸 편지에서 뉴욕 의회의 정지 상태를 논한다.
매사추세츠 의회는 1768년 7월에 해산되었고, 1769년 5월 마지막 수요일까지 재소집이 허용되지 않았으며, 그 때에도 회의 장소는 군대 경비로 둘러싸여 있었고 대포가 직접적으로 겨누어져 있었다.

## 불만 사항 7
"그는 이 주들의 인구 증가를 막으려고 노력했다. 그 목적을 위해 외국인의 귀화를 위한 법률들을 방해했고, 그들의 이민을 장려하는 다른 법률들을 통과시키기를 거부했으며, 새로운 토지 할당의 조건을 높였다."
"He has endeavored to prevent the population of these States; for that purpose obstructing the Laws for Naturalization of Foreigners; refusing to pass others to encourage their migrations hither, and raising the conditions of new Appropriations of Lands."
독일계 미국인 이민자들이 미국으로 대거 유입되고 있었는데, 국왕은 이러한 이민을 억제하고자 했다. 정부는 식민지들의 증가하는 세력과 독일 이민자들 사이에서 공화주의 사상이 널리 인기를 끄는 것에 대해 우려했다. 1763년 평화 조약 이후, 이러한 제한 때문에 애팔래치아 산맥 서쪽에는 거의 사람이 정착하지 않았고, 혁명 시기에는 이민이 거의 중단되었다.

## 불만 사항 8
"그는 사법권을 확립하는 법률에 대한 자신의 승인을 거부함으로써 사법 행정을 방해했다."
"He has obstructed the Administration of Justice by refusing his Assent to Laws for establishing Judiciary Powers."
의회는 1774년에 매사추세츠 주민들로부터 판사를 선출할 권리를 박탈했다. 대신, 국왕이 식민지의 모든 판사를 임명했고, 그들은 봉급을 국왕에게 의존했으며 국왕의 지시에 복종했다. 그리고 그 봉급은 식민지 주민들에게 부과된 세금과 관세에서 나왔다. 같은 법은 식민지 주민들의 배심원 재판 혜택을 박탈했고, "사법 행정"은 방해받았다. 다른 식민지들도 법원에 관해 유사한 불만 사항을 표명했다.

## 불만 사항 9
"그는 판사들의 임기와 봉급 액수 및 지급을 오직 자신의 의지에만 종속시켰다."
"He has made Judges dependent on his Will alone for the tenure of their offices, and the amount and payment of their salaries."
판사와 왕실이 임명한 주지사들은 수입을 식민지 주민들에게 의존하지 않았다. 그들은 국왕으로부터 봉급을 받았고, 미국 식민지 주민들은 이것이 그들의 관리들이 의회에는 공감하지만 식민지에는 공감하지 않는 결과를 낳았다고 보았다. 식민지 의회들은 이러한 조치들에 항의했고, 이는 1774년에 통신위원회의 결성으로 이어졌다.
올리버 대법관이 국왕으로부터 봉급을 받겠다는 의사를 표명하자, 의회는 그를 탄핵하고 토머스 허친슨 주지사에게 해임을 청원했다. 주지사는 순응을 거부했고 큰 분노가 뒤따랐다.

## 불만 사항 10
"그는 수많은 새로운 관직을 설치하고, 우리의 백성을 괴롭히고 그들의 재산을 먹어치우기 위해 수많은 관리들을 이곳으로 보냈다."
"He has erected a multitude of New Offices, and sent hither swarms of Officers to harass our people and eat out their substance."
인지세법 통과 후, 모든 주요 도시에 인지세 징수원이 임명되었다. 1766년과 1767년에는 세금 징수 법안으로 인해 "수많은 관리들"이 생겨났고, 이들 모두는 높은 봉급을 받았다. 그리고 1768년에 해사 및 부해사 법원이 새로운 기반으로 설립되면서 관리들의 수가 증가했다. 이들 모두의 높은 봉급과 막대한 특혜는 국민의 돈으로 지불되었고, 따라서 "수많은 관리들이 국민의 재산을 먹어치웠다."

## 불만 사항 11
"그는 평화 시기에 우리의 입법부의 동의 없이 우리 사이에 상비군을 주둔시켰다."
"He has kept among us, in times of peace, Standing Armies without the Consent of our legislatures."
1763년, 영국과 프랑스는 파리 조약을 체결하여 7년 전쟁을 종식했다. 의회는 프랑스가 이전 영토에 대한 통제권을 재주장하는 것을 막고, 식민지 주민과 미국 원주민 간의 국경에서의 공개 전쟁을 막기 위해 미국 식민지에 영구적인 군대를 주둔시킬 필요가 있음을 깨달았다. 식민지 주민들은 처음에는 군인들이 제공하는 보호를 환영했지만 1760년대와 1770년대 초에는 군대를 의회가 다양한 세금 법안, 예를 들어 인지세법과 타운젠드 법을 시행하기 위한 도구로 점점 더 인식하게 되었다. 많은 식민지 주민들은 이러한 법안들을 불법으로 간주했다. 마지막 타격은 1774년에 의회가 보스턴 차 사건에 대한 대응으로 군사 숙영법을 통과시켰을 때 왔다. 이 법은 군 장교들이 재산 소유주의 동의 없이 군대를 숙영시키기 위해 사유 재산을 전용할 수 있도록 허용했다. 토머스 게이지 장군이 1774년 9월 보스턴을 점령했을 때, 그는 이 법에 의존하여 군대를 숙영시켰다. 게이지의 보스턴 군사 점령이 제2차 대륙회의가 이 불만 사항을 독립선언에 포함시키도록 이끌었다.

## 불만 사항 12
"그는 군대를 민간 권력으로부터 독립시키고 우위에 두는 영향을 미쳤다."
"He has affected to render the Military independent of and superior to the Civil Power."
1774년 보스턴에 도착하자마자 토머스 게이지 - 북아메리카 영국군 총사령관 - 은 매사추세츠의 왕실 주지사로서 민간 정부의 통제권을 장악했다. 두 직책 모두 국민이나 매사추세츠 주 정부의 승인 없이 왕실 임명으로 이루어졌다. 이는 식민지들이 대표되지 않았던 의회의 권한(참조: 매사추세츠 정부법)에 따라 이루어졌다. 이러한 조치의 목적은 관세 징수를 강제하고, 폭동과 저항을 진압하며, 징벌적 조치를 실행하는 것이었다. 대륙회의는 주정부의 경찰권이 주 주민이나 그들의 합법적으로 선출된 지역 지도자들에게 책임을 지지 않도록 제거되었으며, 따라서 왕실이 부과한 불공정한 정책을 추진하기 위해 전제적으로 사용될 수 있다고 보았다.

## 불만 사항 13
"그는 우리의 헌법에 이질적이고 우리의 법률에 의해 인정되지 않는 관할권에 우리를 복종시키기 위해 다른 사람들과 결탁하여, 그들의 가장된 입법 행위에 동의했다:"
"He has combined with others to subject us to a jurisdiction foreign to our constitution, and unacknowledged by our laws; giving his Assent to their Acts of pretended Legislation:"
국왕이 결탁했다고 하는 "다른 사람들"은 의회 의원들이었다. 미국인들은 그들이 의회라는 합법적으로 구성된 기관이 자신들에 대한 권한을 가지고 있다는 것을 암묵적으로라도 인정하기를 거부했다. 이는 상무원의 설립 때문이었는데, 상무원은 세입법을 집행하는 데 있어 식민지 입법과 독립적으로 행동하기 위해 그들의 대리인(주재 세관원)을 통해 활동했다. 이는 어떤 식민지의 헌법에도 전적으로 이질적이었고 큰 분노를 불러일으켰다. 이러한 권한의 확립과 해사 법원이 대부분의 경우 배심원 재판을 배제하도록 재편되면서 정부는 본문에서 비난하는 혐의에 완전히 해당하게 되었다. 사람들은 그러한 사소한 폭정 아래에서의 자신들의 굴욕을 느끼고 이를 거부하기로 결심했다. 보스턴에서 효과적으로 이루어졌고, 정부는 모든 허풍에도 불구하고 후퇴해야 했다. 1774년, 매사추세츠 의회의 의원들은 의회 법령에 의해 국왕이 임명했으며, 국왕의 뜻에 따라 직책을 유지했다. 거의 무제한적인 권한이 주지사에게 주어졌고, 사람들은 실제로 이 왕실 구성원들에 의해 "그들의 헌법에 이질적인 관할권"에 복종하게 되었다.

## 불만 사항 14
"우리들 가운데 대규모 무장 병력을 주둔시키기 위해:"
"For quartering large bodies of armed troops among us:"
1765년, 의회는 반란법에 대한 수정안을 통과시켰는데, 이는 일반적으로 병사 숙영법으로 불린다. 이 법은 식민지에 주둔한 병사들이 시민에게 숙박을 요청할 수 있도록 허용했으며, 거부 시 처벌을 규정했다.

## 불만 사항 15
"그들이 이 주들의 주민들에게 저지를 살인에 대해 가짜 재판으로 처벌에서 그들을 보호하기 위해:"
"For protecting them, by a mock Trial from punishment for any Murders which they should commit on the Inhabitants of these States:"
1768년, 아나폴리스 (메릴랜드주)의 시민 두 명이 한 무리의 해병대원들과의 폭력적인 분쟁 중에 사망했다. 재판은 논란이 많았고, 압도적인 증거가 그들에게 불리함에도 불구하고 피고인들은 무죄 판결을 받았다.

## 불만 사항 16
"세계 모든 지역과의 우리의 무역을 차단하기 위해".
"For cutting off our Trade with all parts of the world."
이는 보스턴 차 사건으로 인해 보스턴 항구를 폐쇄함으로써 보스턴 주민들을 처벌한 1774년 보스턴 항구법을 의미한다.

## 불만 사항 17
"우리의 동의 없이 세금을 부과하기 위해:"
"For imposing taxes on us without our consent:"
관세 보조 영장을 이용하여 징수하려 했던 세입세 외에도, 인지세법이 통과되었고 종이, 화가의 물감, 유리, 차, 그리고 다른 많은 상품에 관세가 부과되었다. 이는 식민지 주민들과 정부 사이의 긴장을 악화시켰는데, 대부분의 식민지 주민들은 세금을 부과받기 위해서는 대표가 필요하다고 믿었기 때문이며, 정부는 계속해서 7년 전쟁으로 인한 빚을 갚으려고 노력했다.

## 불만 사항 18
"많은 경우 우리에게 배심원 재판의 혜택을 박탈하기 위해:"
"For depriving us in many cases, of the benefit of Jury trial:"
1768년 이 관리들이 보스턴에서 쫓겨난 후, 수입법 위반을 해사법원의 관할로 두는 법이 통과되었는데, 여기서 범법자들은 재판을 받았지만 검사들은 왕관에 편향되어 있었다.

## 불만 사항 19
"가짜 범죄로 우리를 해외로 이송하여 재판하기 위해:"
"For transporting us beyond Seas to be tried for pretended offenses:"
1774년 4월 15일, 노스 경은 의회에서 "뉴잉글랜드 매사추세츠만 주에서 법률 집행 또는 폭동 및 소요 진압 시 행한 행위로 인해 질문받은 사람들의 경우 공정한 사법 행정을 위한 법안"이라는 법안을 제출했다. 사법 행정법으로 알려진 이 법안은 해당 주에서 살인으로 기소된 사람 또는 다른 중죄, 또는 폭동, 치안관 저항, 또는 최소한으로 세입법을 방해한 혐의로 기소된 사람은 주지사 또는 그가 부재 시 부주지사의 선택에 따라 다른 식민지로 이송되거나 식민지 밖으로 추방되어 재판을 받을 수 있도록 규정했다.
이 법안은 의회에서 격렬한 반대에 부딪혔다. 장관은 그러한 조치의 필요성에 대한 확신보다는 보복 정신에 더 동기 부여된 것처럼 보였다. 그는 "우리는 미국인들에게 우리가 더 이상 그들의 모욕을 조용히 지켜보지 않을 것이며, 심지어 격분했을 때 우리의 조치들이 잔인하거나 보복적이지 않고 필요하고 효과적이라는 것을 보여주어야 한다"고 말했다. 배리 대령은 그 법안을 거침없이 비난했다. 그는 "이것은 실로 영국 의회에서 들어본 적 없는 가장 특별한 결의안이다. 이는 이미 참을 수 없는 군사적 오만에 새로운 격려를 제공한다"고 말했다.
법안의 내용은 다음과 같다:
이 경우, 주지사 또는 부주지사는 평의회의 조언과 동의를 얻어, 심문, 기소 또는 항소가 폐하의 다른 식민지 또는 대영 제국에서 재판될 수 있도록 지시할 수 있다.

## 불만 사항 20
"이웃 주에서 자유로운 영국 법률 체제를 폐지하고, 그곳에 자의적인 정부를 수립하며, 그 경계를 확장하여 이 식민지들에도 동일한 절대적 통치를 도입하기 위한 본보기이자 적합한 도구로 삼기 위해:"
"For abolishing the free System of English Laws in a neighboring Province, establishing therein an Arbitrary government, and enlarging its Boundaries to render it at once an example and fit instrument for introducing the same absolute rule into these Colonies:"
이는 1774년 퀘벡법을 말하며, 이 법은 퀘벡에서 프랑스 민법의 사용을 확대하고(영국 보통법과 비교하여) 캐나다 국경을 현재 미국 중서부 주로 확장했다.

## 불만 사항 21
"우리의 헌장을 빼앗고, 가장 소중한 법률들을 폐지하며, 우리 정부의 형태를 근본적으로 변경하기 위해:"
"For taking away our Charters, abolishing our most valuable Laws and altering fundamentally the Forms of our Governments:"
이는 이미 검토된 혐의의 재반복이며, 판사와 기타 관리들을 국민으로부터 독립시키고 왕관에 복종시키기 위해 매사추세츠 헌장을 변경한 것을 말한다. 주지사는 모든 하급 판사, 검찰총장, 군사령관, 치안판사를 해임하고 임명할 권한을 부여받았으며, 의회와 독립적으로 보안관을 임명할 권한도 부여받았다. 보안관이 배심원을 선택했기 때문에 배심원 재판은 거의 존재하지 않게 되었다. 국민은 지금까지 헌장에 따라 배심원을 선택할 수 있었지만, 이제 이 모든 문제는 정부의 손에 넘어갔다.

## 불만 사항 22
"우리 자신의 입법부를 정지시키고, 모든 경우에 우리를 위한 입법권을 자신들이 가진다고 선언하기 위해."
"For suspending our own Legislatures, and declaring themselves invested with power to legislate for us in all cases whatsoever."
이 또한 방금 검토된 혐의의 또 다른 단계이다. 뉴욕 입법부의 탄압이 발생했고, 여러 경우에 주지사들은 식민지 의회를 해산한 후 포고령을 법령 대신으로 삼을 권리를 주장했다. 던모어 경은 1775년에 이 권리를 주장했으며, 조지아의 제임스 라이트 경과 사우스캐롤라이나의 윌리엄 캠벨 경도 마찬가지였다.

## 불만 사항 23
"그는 우리를 자신의 보호 밖에 있다고 선언하고 우리와 전쟁을 벌임으로써 이곳의 정부를 포기했다."
"He has abdicated Government here, by declaring us out of his Protection and waging War against us."
1775년 초 의회에 보낸 메시지에서 조지 3세는 식민지 주민들이 공개적인 반란 상태에 있다고 선언했으며, 군대를 아메리카로 보냄으로써 그들이 더 이상 그의 보호 아래 있지 않다고 선언하며 "정부를 포기했다"고 말했다. 얼마 후, 의회는 금지법을 통과시켰다. 그는 원주민을 고용하여 자신의 반란을 진압하도록 한 주지사들의 행위를 승인했으며, 독일 용병 고용을 협상했다.
존 애덤스는 금지법에 대해 다음과 같이 말했다. "이것은 13개 식민지를 왕실의 보호에서 벗어나게 하고, 모든 차별을 없애며, 우리의 간청과 애원에도 불구하고 우리를 독립시킨다... 독립 법안이 미국 의회에서가 아니라 영국 의회에서 나왔다는 것은 행운일지도 모른다."

## 불만 사항 24
"그는 우리의 바다를 약탈하고, 우리의 해안을 황폐화했으며, 우리의 마을을 불태우고, 우리 백성의 생명을 파괴했다."
"He has plundered our seas, ravaged our coasts, burnt our towns, and destroyed the lives of our people."
던모어 경은 몇몇 미국 상선 나포를 명령했고, 몇몇 해군 공격이 식민지에 감행되어 피해를 입은 마을들을 혼란에 빠뜨렸다.

## 불만 사항 25
"그는 지금 대규모 외국 용병 군대를 수송하여, 가장 야만적인 시대에도 거의 유례를 찾을 수 없는 잔혹하고 배신적인 상황으로 이미 시작된 죽음, 황폐화, 그리고 폭정의 작업을 완성하려 하고 있으며, 이는 문명 국가의 수장으로서 부적절하다."
"He is at this time transporting large Armies of foreign Mercenaries to complete the works of death, desolation, and tyranny, already begun with circumstances of Cruelty & Perfidy scarcely paralleled in the most barbarous ages, and unworthy the Head of a civilized nation."
13개 식민지를 상대로 독일 용병을 고용한 것은 미국인들에게는 분노할 일로 여겨졌다.

## 불만 사항 26
"그는 대양에서 포로로 잡힌 우리 시민들에게 그들의 조국에 대항하여 무장하거나, 그들의 친구와 형제들의 처형자가 되거나, 혹은 그들의 손에 쓰러지도록 강요했다."
"He has constrained our fellow Citizens taken Captive on the high Seas to bear Arms against their Country, to become the executioners of their friends and Brethren, or to fall themselves by their Hands."
1775년 12월 말에 통과된 의회 법안은 모든 미국 선박의 나포를 승인했으며, 또한 무장 선박의 승무원을 강제 징집하여 전쟁 포로로 두지 않도록 지시했다. 이 법은 의회에서 기독교인에게 부적합하며 "미개한 국가에서도 알려지지 않은 잔인함의 극치"라고 비난받았다.

## 불만 사항 27
"그는 우리들 가운데 국내 반란을 선동했고, 우리 국경 주민들에게 자비심 없는 인디언 야만인들을 데려오려 노력했다. 그들의 전쟁 방식은 모든 연령, 성별, 상태를 가리지 않고 파괴하는 것으로 알려져 있다."
"He has excited domestic insurrections amongst us, and has endeavored to bring on the inhabitants of our frontiers, the merciless Indian Savages whose known rule of warfare, is an undistinguished destruction of all ages, sexes, and conditions."
이것은 여러 경우에 행해졌다. 던모어는 1774년 초부터 아메리카 원주민("야만인")을 버지니아 주민들에 대항하여 고용하려는 계획을 세웠다는 혐의를 받았다. 1775년 11월 던모어 선언은 식민지 주인에 대항한 노예 반란을 장려했다. 그는 또한 게이지 주지사와 다른 이들과 관련되었으며, 정부 부처의 지시에 따라 쇼니족과 오하이오 지역의 다른 원주민들에게 식민지 주민들과 싸우도록 명령했다. 같은 목적으로 체로키족과 머스코기족 사이에도 사절이 파견되었으며, 여섯 부족 중 오나이다족을 제외한 모든 부족은 전쟁이 시작되자 식민지 주민들과 싸웠다.

## 같이 보기
- 권리 및 불만 사항 선언: 인지세법 회의가 작성하고 1765년 10월 14일에 통과시킨 문서
- 1768년 청원, 진정 및 항의
- 제1차 대륙회의의 선언 및 결의안: 참을 수 없는 법에 대한 대응으로 제1차 대륙회의가 1774년 10월 14일에 채택한 성명서